# Volvo 850
Der Volvo 850 ist ein Modell der oberen Mittelklasse des schwedischen Automobilherstellers Volvo. Das wirtschaftlich sehr erfolgreiche Modell wurde von Mitte 1991 bis Ende 1996 716.903 mal (Limousine und Kombi zusammen) gebaut und ist der Vorgänger des Volvo S70 und des Volvo V70. Es gilt als robust, langlebig und durch Mechaniker gut instandsetzbar, da viele Teile leichtgängig austauschbar sind.

## Modellgeschichte

### Allgemeines
Im Juni 1991 stellte Volvo mit der Volvo 850 sein erstes großes Modell mit Frontantrieb vor. Zuvor war Frontantrieb bei Volvo auf die 400er-Serie beschränkt gewesen. Die 850 markierte zudem den Einsatz eines quer eingebauten Fünfzylindermotors aus Aluminium, der in späteren Volvo-Modellen, auch in Dieselvarianten, weit verbreitet war. Die Produktion begann zunächst im Werk im belgischen Gent und war anfangs auf die Limousine beschränkt.
Ab Anfang 1993 wurde die 850 auch als Kombi angeboten, der ab 1992 in die USA exportiert wurde. Der Kombi führte die charakteristischen vertikalen Heckleuchten ein, die bis heute ein Markenzeichen großer Volvo-Kombis sind.

### Technik und Ausstattung
Der Volvo 850 war mit mehreren technischen Innovationen ausgestattet: einem quer eingebauten Fünfzylindermotor, automatisch höhenverstellbaren Sicherheitsgurten, dem Seitenaufprallschutzsystem SIPS (Side Impact Protection System), das bereits in der 900er-Serie eingeführt worden war, und einer verbesserten Verbundlenker-Hinterachse (Deltalink). Das SIPS umfasste verstärkte Türbalken, einen verstärkten Boden und Dach mit Sicherheitsstreben gegen Verformung sowie verstärkte Sitze. Die Karosserie war vollständig aus Aluminium gefertigt, was die 850 zu einem der sichersten Fahrzeuge ihrer Zeit machte, sowohl in Bezug auf Sicherheit als auch auf die Qualität der verwendeten Materialien. Zudem war die 850 die erste Volvo, die serienmäßig mit dem WHIPS-System (Whiplash Protection System) zum Schutz vor Schleudertrauma ausgestattet war. 
Die Vorderräder waren mit einer Zahnstangenlenkung sowie MacPherson-Federbeinen und Querlenkern aufgehängt. Während der Produktion wurde die Bezeichnung „T-5“ für sportliche Turbobenzinmodelle mit über 200 PS eingeführt, die ein besonders luxuriöses und sportliches Erscheinungsbild hatten. Noch leistungsstärkere Varianten trugen die Bezeichnung „T-5R“. In ihrer Klasse konkurrierte die 850 mit Modellen wie der Mercedes-Benz E-Klasse, dem BMW 5er und dem Audi 100/Audi A6.

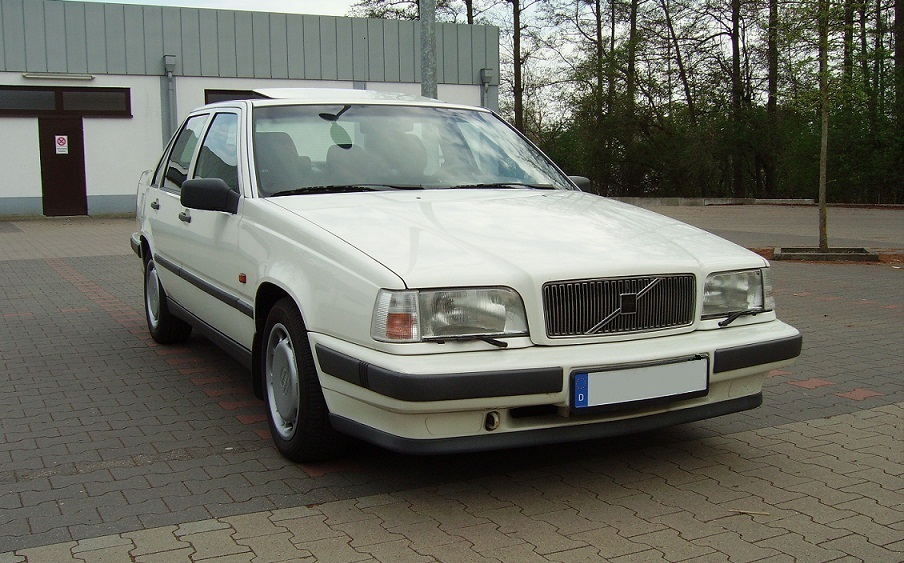
Volvo 850 vorne
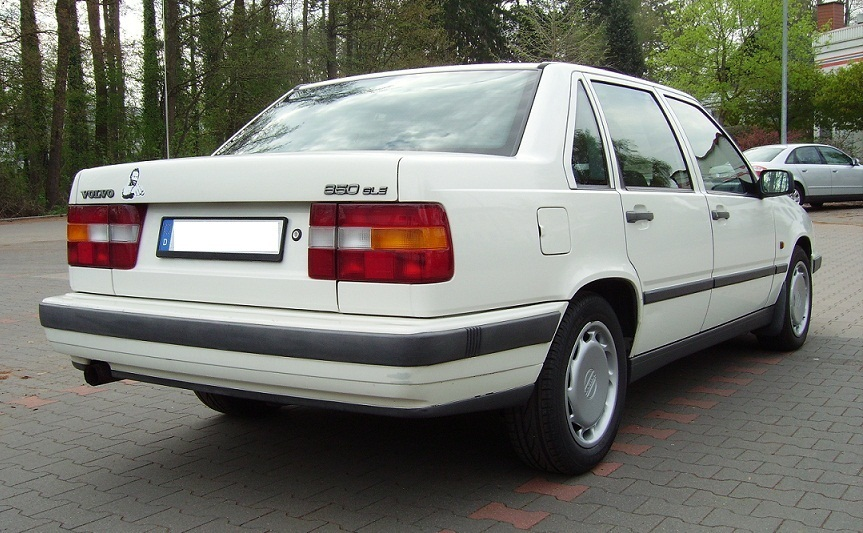
Heckansicht
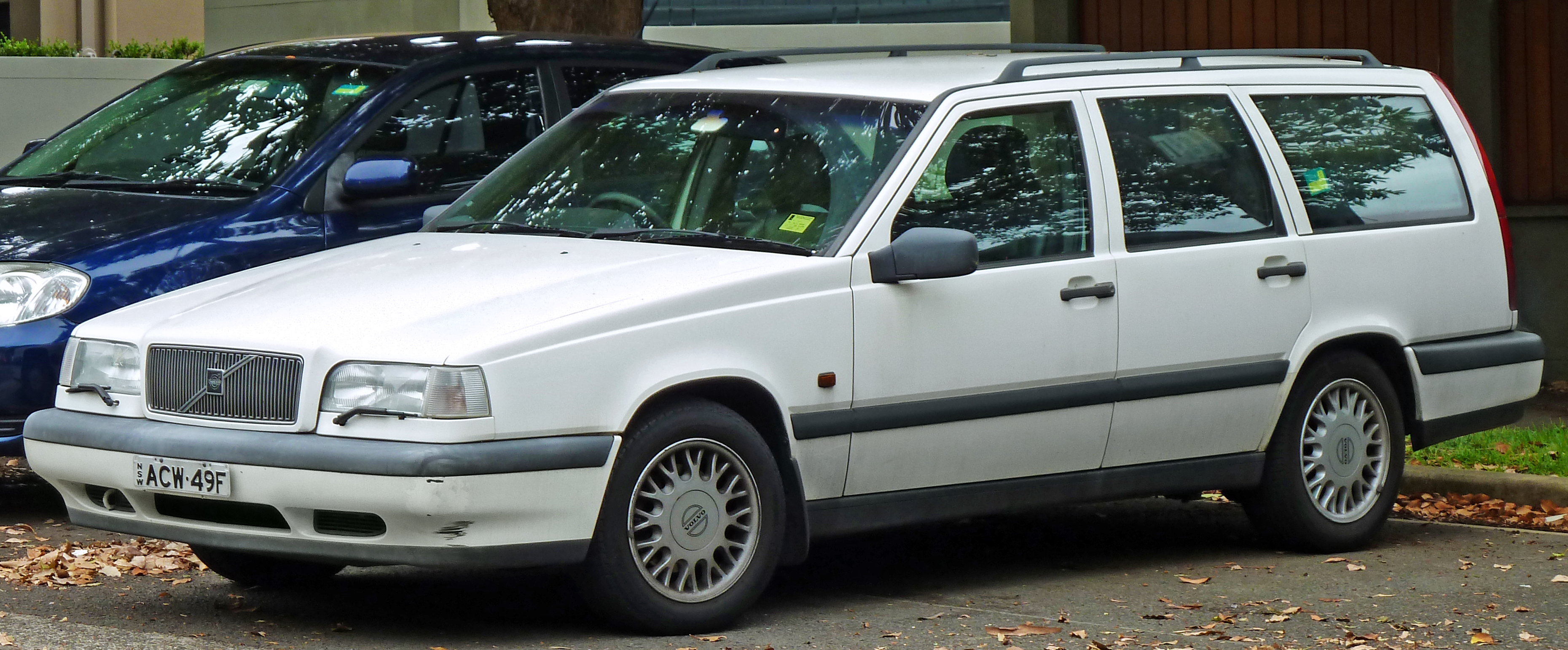
Volvo 850 Kombi (1993–1996)
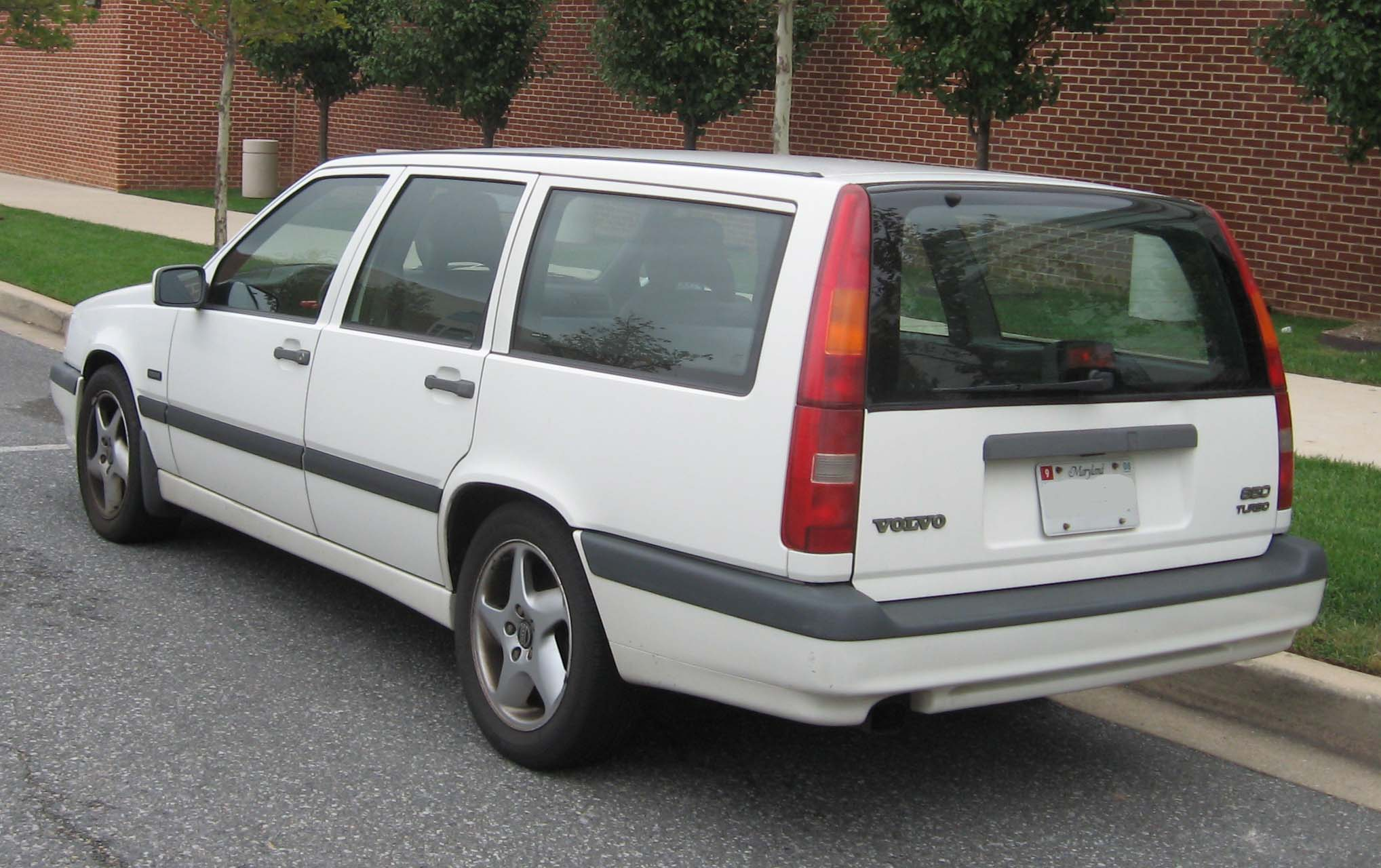
Volvo 850 Kombi (1993–1996; USA)
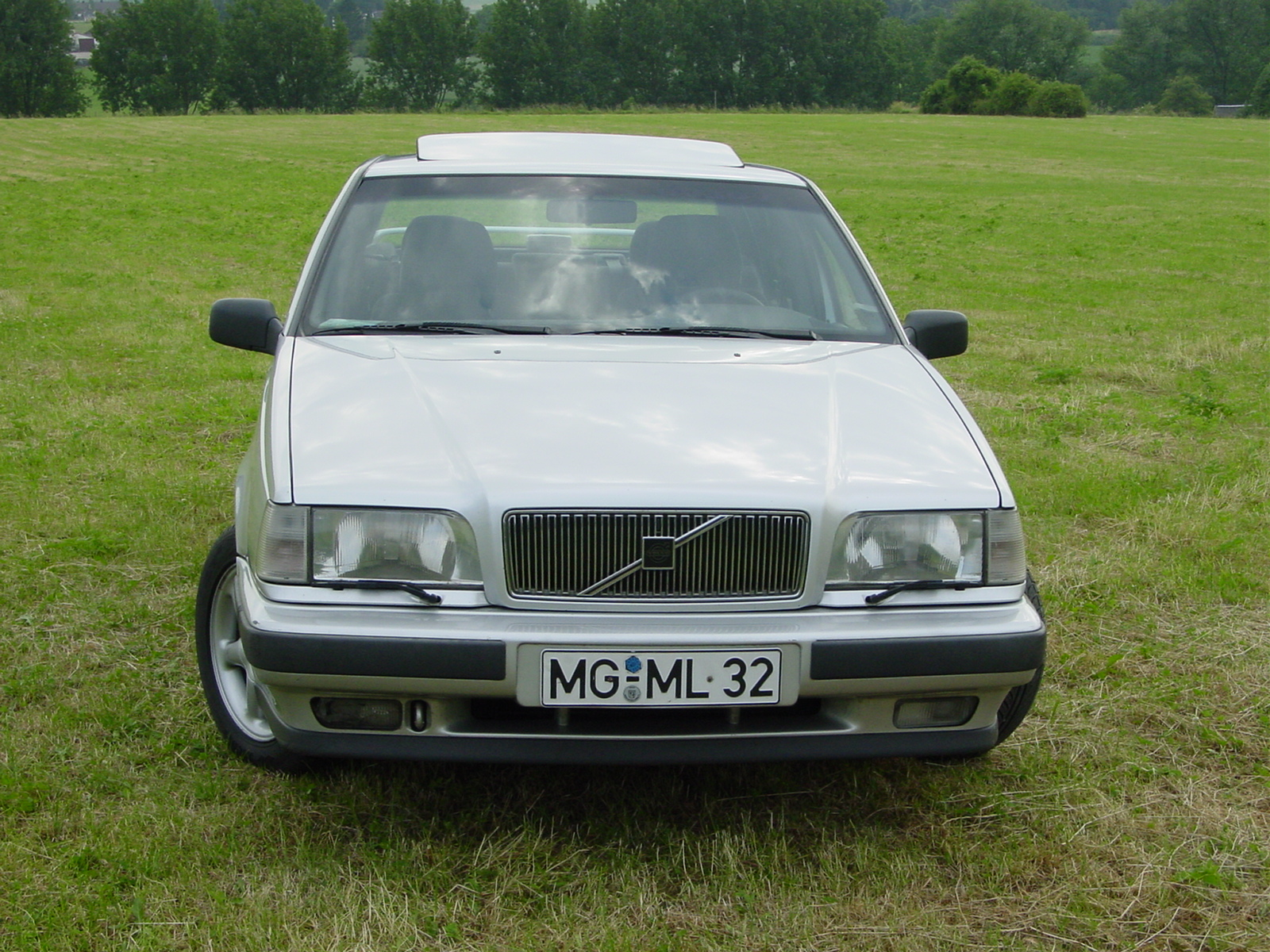
Volvo 850 GLE Limousine (1994; DE) Frontansicht
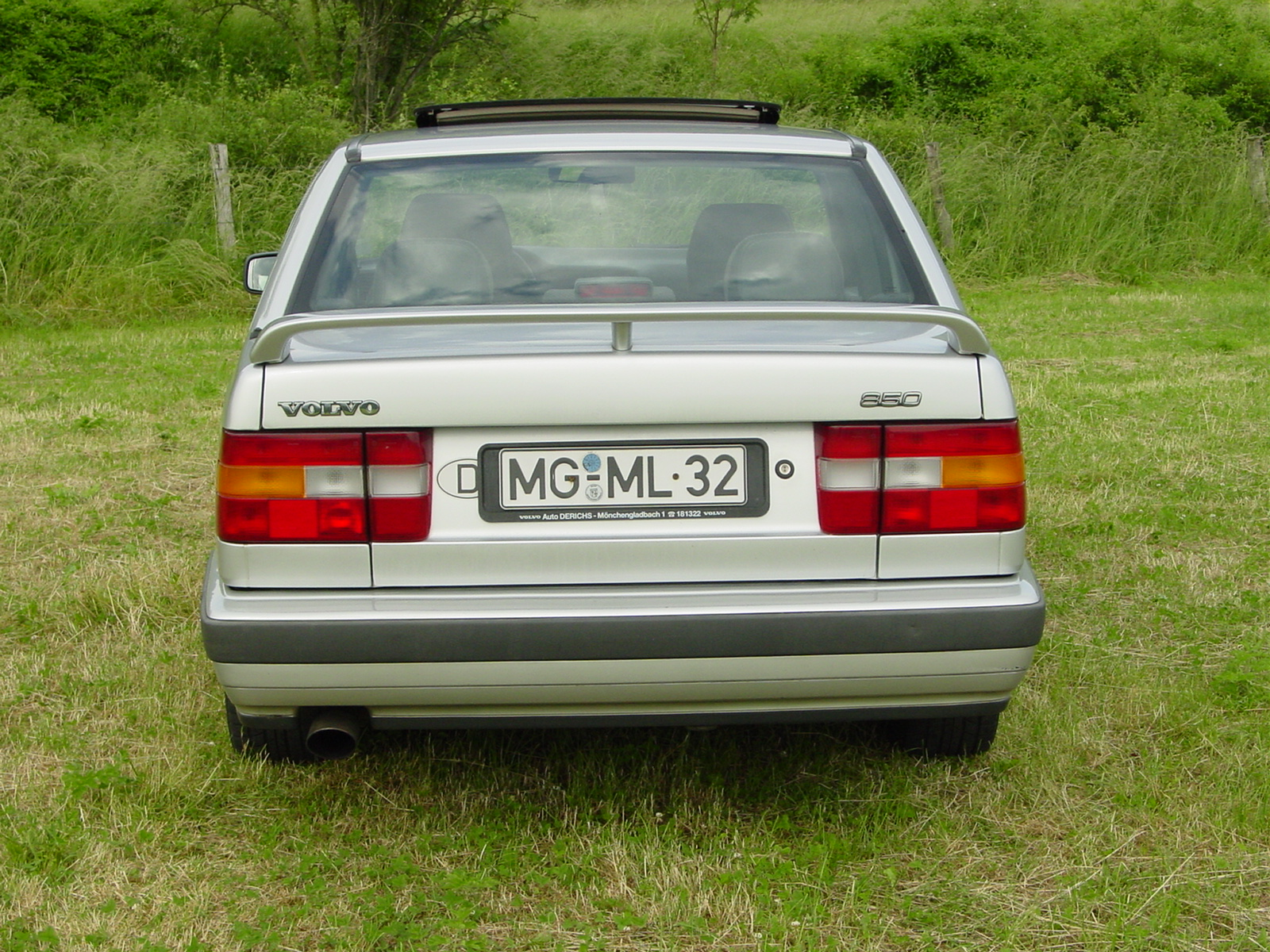
Volvo 850 GLE Limousine (1994; DE) Heckansicht

### Modellpflege
Ab Sommer 1993 gab es die Fünfzylinder-Reihenmotoren auch mit Turboaufladung, der 850 T-5 hatte 166 kW (226 PS). Etwa gleichzeitig wurde der 850 behutsam überarbeitet und mit neuen Stoßstangen und geänderten Scheinwerfern ausgestattet. Der T5 wurde im Sommer 1995 vom T-5R mit 177 kW (mit Overboost, ein nur beim T-5R kurze Zeit möglicher höherer Ladedruck) an Leistung noch überboten. Hinzu kam der R als Nachfolger des T-5R mit 184 kW (250 PS). Diese Modelle sind die leistungsstärksten der Baureihe.
Zum Modellwechsel 1995 wurden erstmals vier Airbags angeboten. Hierzu gehörten die ab September 1994 ausgelieferten Modelle, in deren Vordersitzlehnen Seiten-Airbags eingearbeitet waren. Damit war der Volvo 850 der erste PKW mit vier Airbags.
Ebenso wurde 1996 die Modellpalette noch durch eine Bi-Fuel-Variante, die mit Erdgas und Benzin zu fahren war, eine Allradvariante namens AWD und den TDI ergänzt.
Ende 1996 wurde der 850 im Rahmen einer umfangreichen Modellpflege in Volvo S70 (Limousine) und Volvo V70 (Kombi) umbenannt.

## Modellvarianten

### T-5R
Die Sonderserie T-5R wurde im Sommer 1994 eingeführt. Ursprünglich sollte das Fahrzeug Volvo 850 plus 5 genannt werden. Als Basis diente der T-5. Über Software war es möglich, für 30 Sekunden den Ladedruck um 0,1 bar zu erhöhen und somit zusätzlich 30 Nm Motordrehmoment zur Verfügung zu haben, wodurch die Leistung um 11 kW (15 PS) steigt. Diese Sonderserie gab es nur in drei Farben. Bezüglich der genauen Stückzahlen gibt es verschiedene Quellen. Die detaillierteste Aufschlüsselung nennt 2537 Gelbe, 2516 Schwarze und 1911 Grüne. Eine andere Quelle nennt Gelb (1.975 Stück), Schwarz (3.025 Stück) und Grün (500 Stück). Alle T-5R wurden mit Fünfspeichen 17-Zoll-Rädern »Titan« ausgeliefert und haben eine Innenausstattung in Leder und Amaretta (ein Mikrofaservlies nach Art von Alcantara). Ebenso wurden alle Fahrzeuge mit einer geänderten Frontschürze ausgestattet und optional war ein Heckflügel verfügbar. Bei den Limousinen war dieser serienmäßig, bei den Kombimodellen gegen Aufpreis zu erhalten.

### R
Von Sommer 1995 bis Ende 1996 wurde eine überarbeitete und nicht stückzahllimitierte Version namens 850 R angeboten, die den T-5R ersetzte. Beim 850R wurde ein 16T-Turbolader (nur handgeschaltene Modelle, Automatik Modelle nach wie vor ein 15G Turbo, wie in den Modellen „T5 & T5R“), größere Einspritzdüsen und ein handgeschaltetes M59 Getriebe mit Automatischer Differentialsperre verbaut.

### AWD
Wenige Monate vor Einführung des Nachfolgers Volvo V70 folgte im Jahr 1996 noch der Volvo 850 AWD, das erste Serienfahrzeug von Volvo mit permanentem Allradantrieb. Der Volvo 850 AWD hatte den damals neuen 2.5T-Motor mit 142 kW (193 PS) wie das Modell V70. Dieser Motor hatte mehr Drehmoment bei niedrigen Drehzahlen und beschleunigte den durch das Verteilergetriebe und die geänderte Hinterachse mit Differential fast zwei Tonnen schweren Kombi von null auf 100 km/h in 8,5 Sekunden. Die Höchstgeschwindigkeit lag bei 220 km/h. Der Volvo 850 AWD hatte einen neu entwickelten Antriebsstrang. Zugleich wurde mit dem neuen Fahrwerk die Karosserie um wenige Zentimeter angehoben. Die Hinterräder werden über ein Verteilergetriebe vorn, ein Winkelgetriebe, sowie über eine Visco-Kupplung angetrieben.

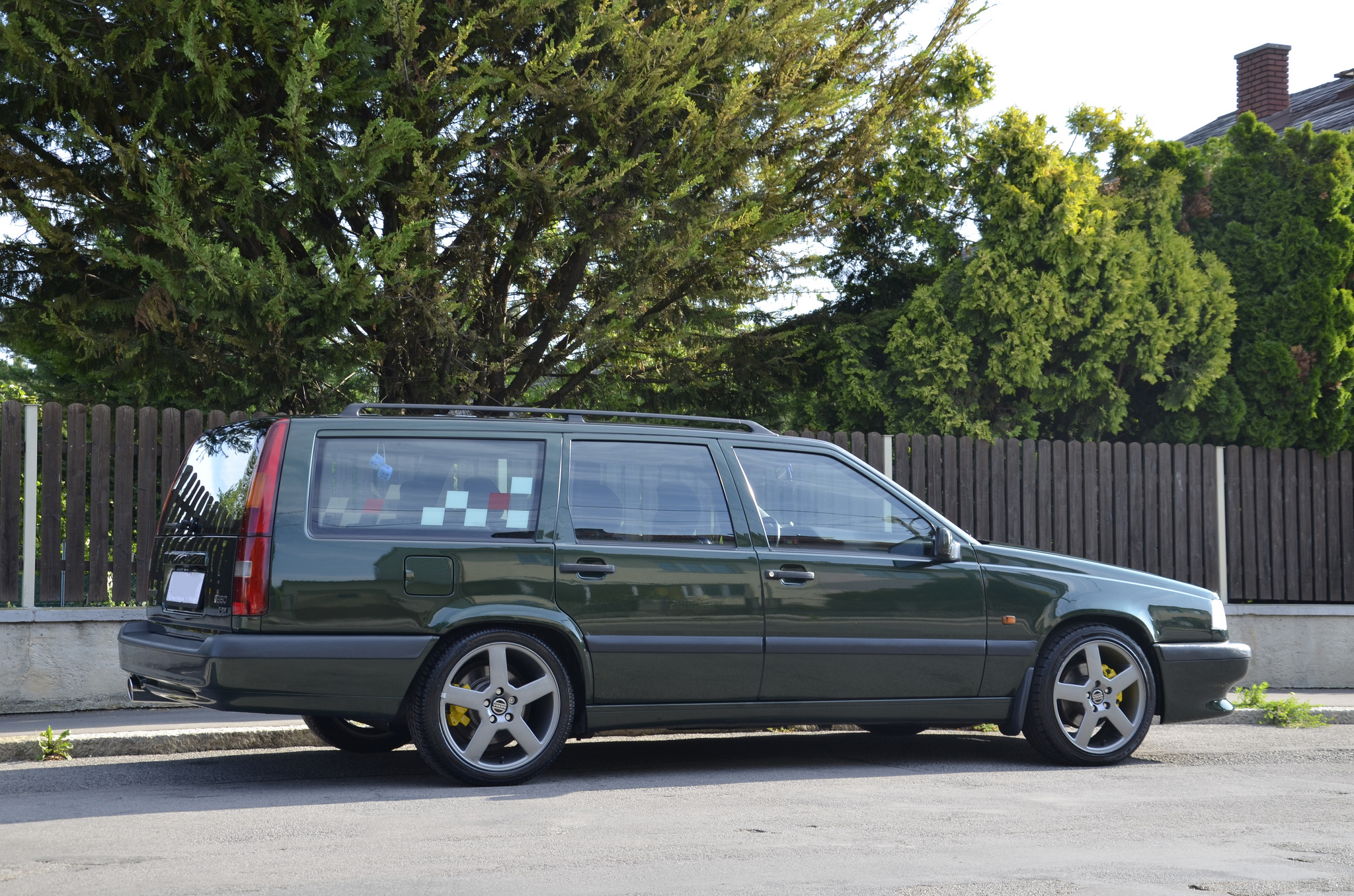
Volvo 850 T-5R Kombi
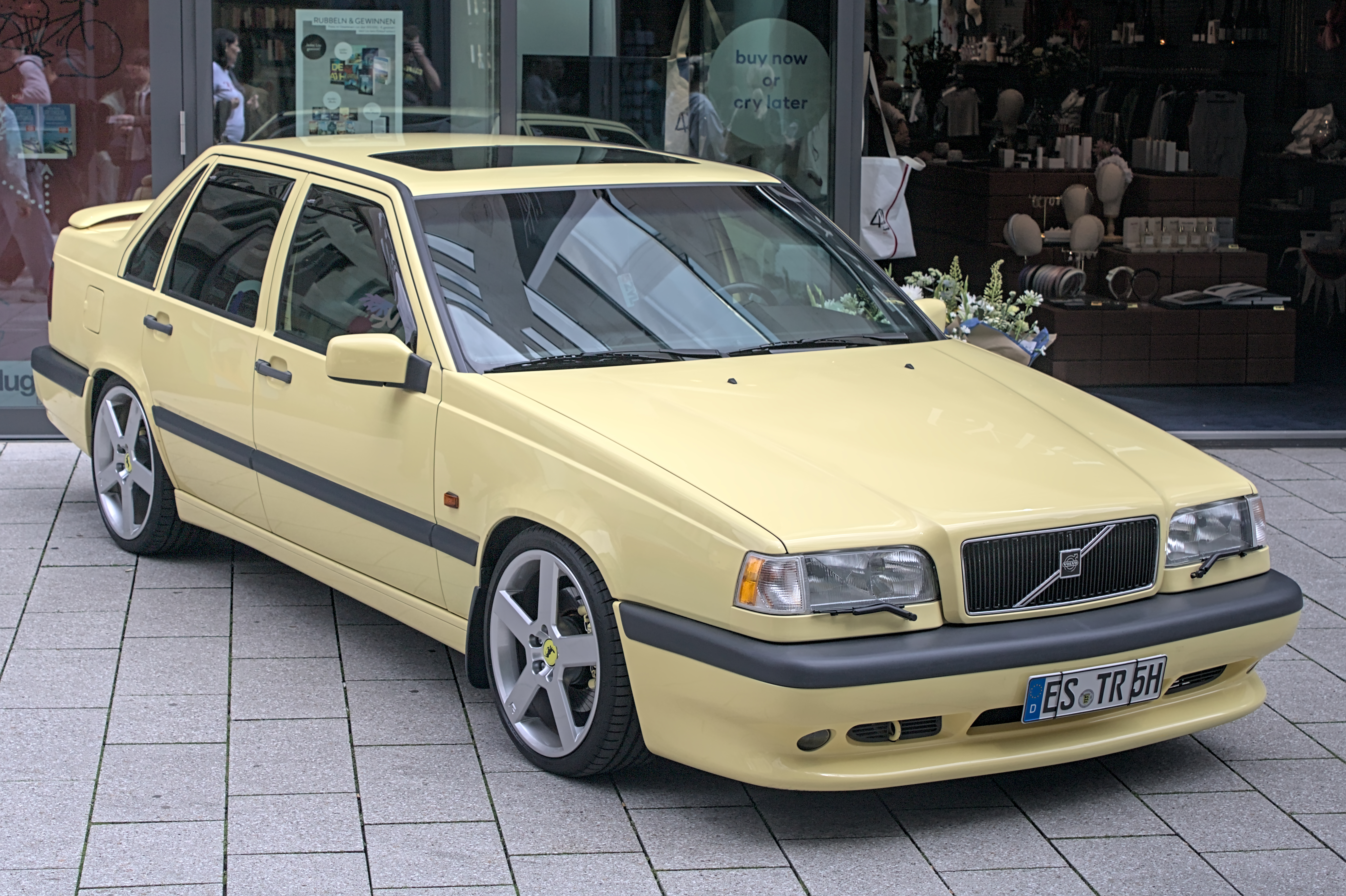
Volvo 850 T-5R Limousine
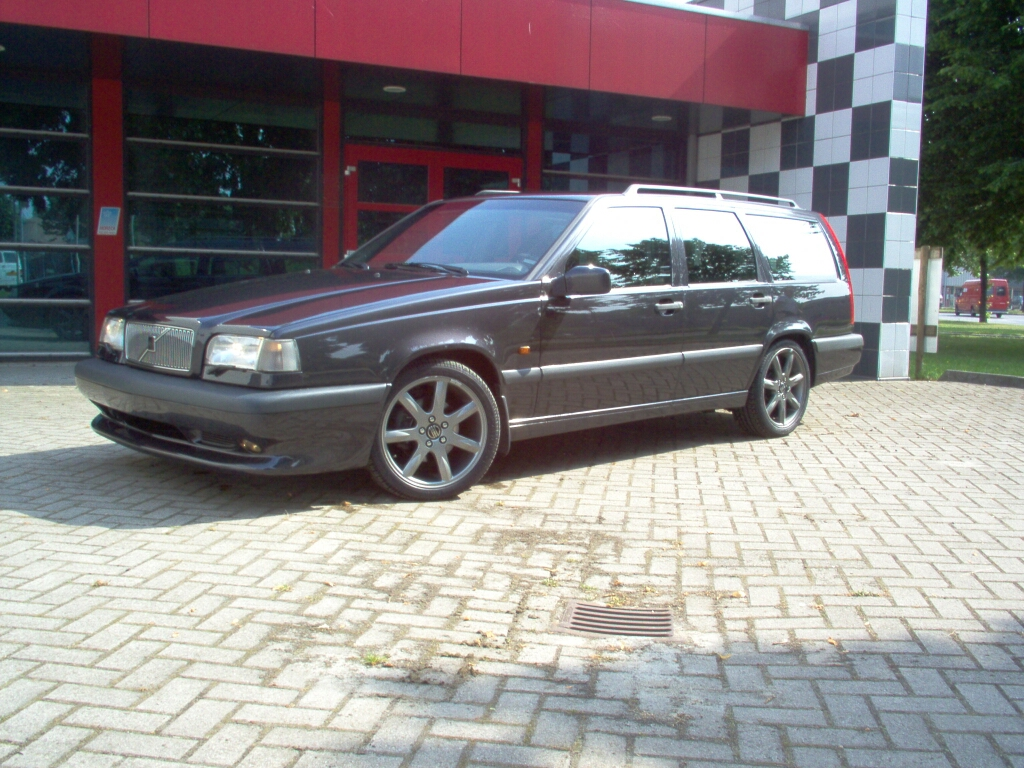
Volvo 850 R

## Motoren
Die Fünfzylinder-Ottomotoren des Volvo 850 gingen aus einem Baukasten-System des Sechszylinder-Ottomotors hervor.
Der Fünfzylinder-Dieselmotor des Volvo 850 wurde von VW zugekauft. Der von Audi entwickelte 2,5 R5 TDI, den VW im Audi 100, Audi C4 A6 und in ähnlicher Form in diversen Transporter-Modellen verwendete, wurde nur leicht abgewandelt.
Es standen verschiedene quer eingebaute Aluminium-Fünfzylinder-Motoren zur Auswahl.
| Modell        | Zylinder | Ventile | Turbolader | Hubraum  | Leistung                                  | Bauzeit         | Variante          |
| ------------- | -------- | ------- | ---------- | -------- | ----------------------------------------- | --------------- | ----------------- |
| Ottomotoren   |          |         |            |          |                                           |                 |                   |
| 2.0           | R5       | 10      | Nein       | 1984 cm³ | 93 kW (126 PS)                            | 08/1994–12/1996 | Stufenheck, Kombi |
| 2.0 20V       | R5       | 20      | Nein       | 1984 cm³ | 105 kW (143 PS)                           | 06/1991–12/1996 | Stufenheck, Kombi |
| 2.0T          | R5       | 20      | Ja         | 1984 cm³ | 155kW (211 PS)                            | 08/1993–12/1996 | Stufenheck, Kombi |
| 2.5 10V       | R5       | 10      | Nein       | 2435 cm³ | 103 kW (140 PS)                           | 06/1991–07/1994 | Stufenheck, Kombi |
| 2.5 10V       | R5       | 10      | Nein       | 2435 cm³ | 106 kW (144 PS)                           | 08/1994–12/1996 | Stufenheck, Kombi |
| 2.5 20V       | R5       | 20      | Nein       | 2435 cm³ | 125 kW (170 PS)                           | 08/1991–12/1996 | Stufenheck, Kombi |
| 2.5T 2.5T AWD | R5       | 20      | Ja         | 2435 cm³ | 142 kW (193 PS)                           | 04/1996–12/1996 | Kombi             |
| T5            | R5       | 20      | Ja         | 2319 cm³ | 166 kW (226 PS)                           | 08/1993–12/1996 | Stufenheck, Kombi |
| T5-R          | R5       | 20      | Ja         | 2319 cm³ | 177 kW (241 PS) (Automatik 166 kW/226 PS) | 08/1994–12/1996 | Stufenheck, Kombi |
| R             | R5       | 20      | Ja         | 2319 cm³ | 184 kW (250 PS) (Automatik 177 kW/241PS)  | 08/1995–12/1996 | Stufenheck, Kombi |
| Dieselmotoren |          |         |            |          |                                           |                 |                   |
| 2.5 TDI(1)    | R5       | 10      | Ja         | 2461 cm³ | 103 kW (140 PS)                           | 08/1995–12/1996 | Stufenheck, Kombi |

(1) Motor von Audi (A6 C4)

## Trivia
Im Film Mord im Pfarrhaus fährt Gloria Goodfellow, die Frau des Titelhelden, einen grünen Volvo 850 Kombi.